# Sven Externbrink
 (novembre 2019).
Si vous disposez d'ouvrages ou d'articles de référence ou si vous connaissez des sites web de qualité traitant du thème abordé ici, merci de compléter l'article en donnant les références utiles à sa vérifiabilité et en les liant à la section « Notes et références ».
Sven Externbrink est un historien allemand.

## Œuvre
- Le Cœur du monde – Frankreich und die norditalienischen Staaten (Mantua, Parma, Savoyen) im Zeitalter Richelieus 1624–1635. Münster 1999,  (ISBN 3-429-01647-9) (zugleich Dissertation, Marburg 1997).
- mit Jörg Ulbert (Hrsg.): Formen internationaler Beziehungen in der Frühen Neuzeit. Frankreich und das Alte Reich im europäischen Staatensystem. Festschrift für Klaus Malettke zum 65. Geburtstag (= Historische Forschungen. Band 71). Duncker & Humblot, Berlin 2001,  (ISBN 3-428-10277-0).
- Friedrich der Große, Maria Theresia und das Alte Reich. Deutschlandbild und Diplomatie Frankreichs im Siebenjährigen Krieg. Berlin 2006,  (ISBN 3-05-004222-2) (zugleich Habilitationsschrift, Marburg 2003).
- Der Siebenjährige Krieg (1756–1763). Ein europäischer Weltkrieg im Zeitalter der Aufklärung. Akademie-Verlag, Berlin 2011,  (ISBN 3-05-004310-5).
- mit Charles-Edouard Levillain (Hrsg.): Penser l'après Louis XIV. Histoire, mémoire, représentation (1715–2015) (= Les dix-huitièmes siècles. Band 203). Honoré Champion éditions, Paris 2018,  (ISBN 2-7453-4806-X).